# Francis L. Sullivan
Francis Loftus Sullivan (* 6. Januar 1903 in London, England; † 19. November 1956 in New York City, New York) war ein britischer Schauspieler.

## Leben
Francis L. Sullivan war schon mehrere Jahre ein erfolgreicher Bühnenschauspieler sowohl in England als auch ab 1929 in den Vereinigten Staaten, bevor er zum Film kam. Im Theater spielte er häufig in Stücken von Shakespeare oder Shaw, auf der Leinwand war er sehr oft in Schurkenrollen zu sehen.

## Trivia
Agatha Christie verwendete häufig reale Bauobjekte für ihre Romane. So auch in Das Eulenhaus. Hier diente das Haus von Francis L. Sullivan in der Grafschaft Surrey als Vorbild und Christie widmete den Roman ihm und seiner Frau: „Für Larry und Danae – mit der Bitte um Entschuldigung, dass ich ihr Schwimmbad als Tatort benutzt habe.“ Sullivan erfuhr jedoch erst nach der Fertigstellung davon, als er von Agatha Christie ein Vorausexemplar mit Widmung erhalten hatte.

## Filmografie (Auswahl)
- 1933: Ahasver, der ewige Jude (The Wandering Jew)
- 1934: Jud Süß (Jew Suss)
- 1934: Chu-Chin-Chow
- 1934: Des Sträflings Lösegeld (Great Expectations)
- 1938: Gefahr am Doro-Paß (The Drum)
- 1938: Die Zitadelle (The Citadel)
- 1938: Kate Plus Ten
- 1941: Pimpernel Smith
- 1945: Caesar und Cleopatra (Caesar and Cleopatra)
- 1946: Geheimnisvolle Erbschaft (Great Expectations)
- 1947: Das rettende Lied (Take my Life)
- 1947: Piratenliebe (The Man Within)
- 1948: Der Fall Winslow (The Winslow Boy)
- 1948: Johanna von Orleans (Joan of Arc)
- 1948: Oliver Twist
- 1949: Columbus (Christopher Columbus)
- 1950: Die Ratte von Soho (Night and the City)
- 1951: Gangster unter sich (Behave Yourself)
- 1951: Spione, Liebe und die Feuerwehr (My Favourite Spy)
- 1952: Die Geliebte des Korsaren (Caribbean)
- 1953: Das geheimnisvolle Testament (Plunder of the Sun)
- 1953: Königin von Tahiti (Drums of Tahiti)
- 1953: Sangaree
- 1955: Dem Teufel auf der Spur (Hell’s Island)